# Tetragnatha nana
Tetragnatha nana är en spindelart som beskrevs av Yutaka Okuma 1987. Tetragnatha nana ingår i släktet sträckkäkspindlar, och familjen käkspindlar. Inga underarter finns listade i Catalogue of Life.